# Cathorops hypophthalmus
Cathorops hypophthalmus es una especie de pez de la familia Ariidae en el orden de los Siluriformes.

## Morfología
• Los machos pueden llegar alcanzar los 35 cm de longitud total.

## Distribución geográfica
Se encuentran en Centroamérica: Panamá.